# Ectrosia appressa
Ectrosia appressa är en gräsart som beskrevs av Stanley Thatcher Blake. Ectrosia appressa ingår i släktet Ectrosia och familjen gräs. Inga underarter finns listade i Catalogue of Life.